# Hocquinghen
Hocquinghen est une commune française située dans le département du Pas-de-Calais en région Hauts-de-France. Ses habitants sont appelés les Hocquinghinois. La commune est membre de la communauté de communes Pays d'Opale dont elle est, avec 116 habitants au dernier recensement de 2022, la plus petite commune. C'est aussi, en nombre d'habitants, la plus petite commune du parc naturel régional des Caps et Marais d'Opale.

## Géographie

### Localisation
Localisée dans le nord du département du Pas-de-Calais, Hocquinghen est une commune de la vallée de la Hem ou Tiret située, à vol d'oiseau, à 23 km à l'est de la commune de Boulogne-sur-Mer et à 20 km au sud de la commune de Calais (aire d'attraction et chef-lieu d'arrondissement).
Le territoire de la commune est limitrophe de ceux de cinq communes.
Les communes limitrophes sont Licques, Rebergues, Surques, Bainghen et Herbinghen.

### Géologie et relief
La superficie de la commune est de 1,94 km2 ; son altitude varie de 63  à   115 m.

### Hydrographie
Le territoire de la commune est situé dans le bassin Artois-Picardie.
La commune est traversée par la Hem ou Tiret, un cours d'eau naturel non navigable de 27,92 km, qui prend sa source dans la commune d'Escœuilles et rejoint l'Aa dans la commune de Sainte-Marie-Kerque.

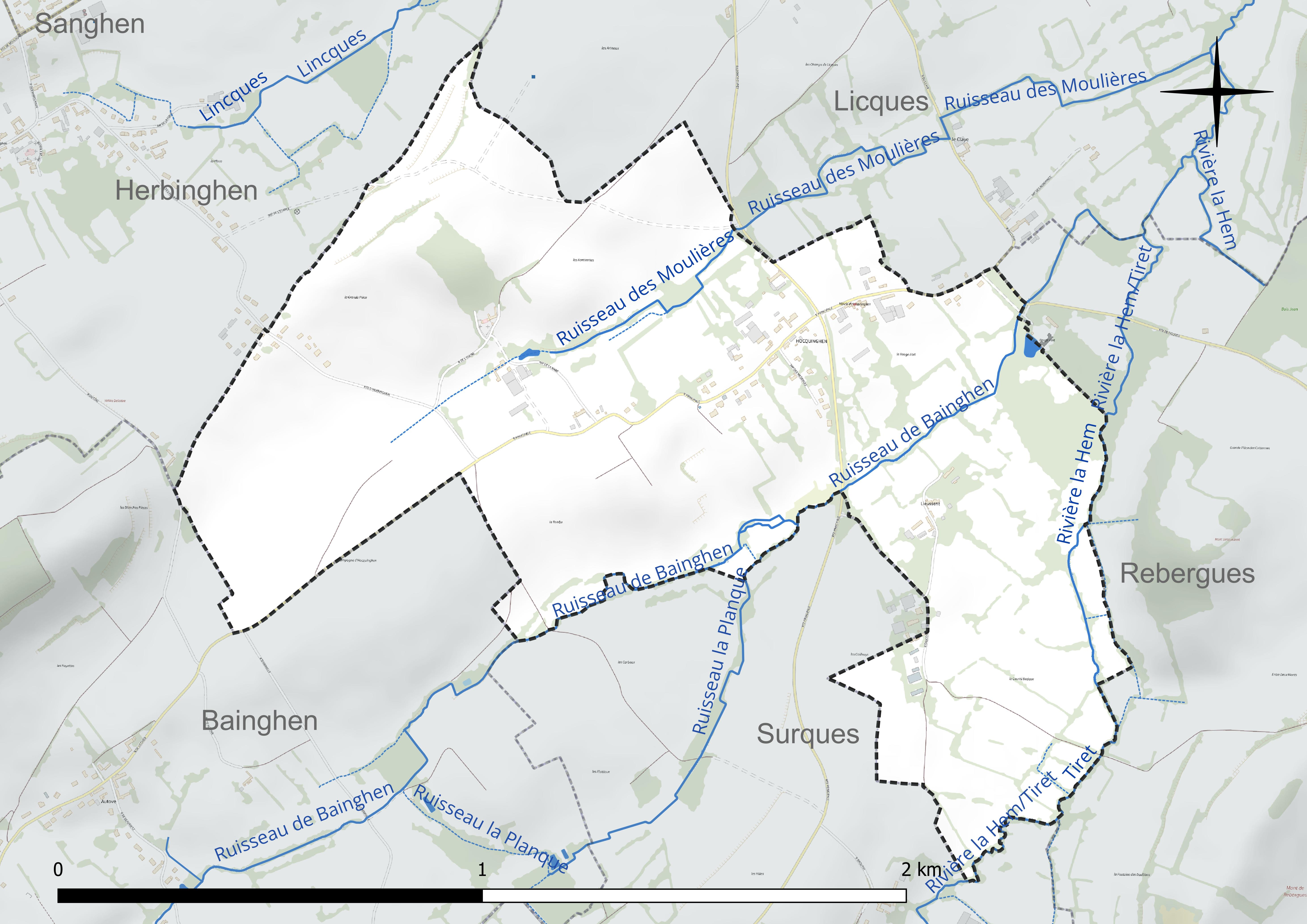
Réseau hydrographique d'Hocquinghen.

### Climat
Pour des articles plus généraux, voir Climat des Hauts-de-France et Climat du Nord-Pas-de-Calais.
En 2010, le climat de la commune est de type climat océanique franc, selon une étude du CNRS s'appuyant sur une série de données couvrant la période 1971-2000. En 2020, Météo-France publie une typologie des climats de la France métropolitaine dans laquelle la commune est exposée à un climat océanique et est dans la région climatique Côtes de la Manche orientale, caractérisée par un faible ensoleillement (1 550 h/an) ; forte humidité de l’air (plus de 20 h/jour avec humidité relative > 80 % en hiver), vents forts fréquents.
Pour la période 1971-2000, la température annuelle moyenne est de 10,3 °C, avec une amplitude thermique annuelle de 13,1 °C. Le cumul annuel moyen de précipitations est de 898 mm, avec 12,3 jours de précipitations en janvier et 8,4 jours en juillet. Pour la période 1991-2020, la température moyenne annuelle observée sur la station météorologique la plus proche, située sur la commune de Licques à 2 km à vol d'oiseau, est de 10,5 °C et le cumul annuel moyen de précipitations est de 1 138,1 mm,. Pour l'avenir, les paramètres climatiques de la commune estimés pour 2050 selon différents scénarios d'émission de gaz à effet de serre sont consultables sur un site dédié publié par Météo-France en novembre 2022.
| Mois                                  | jan.            | fév.           | mars         | avril         | mai           | juin          | jui.           | août           | sep.          | oct.          | nov.            | déc.           | année     |
| ------------------------------------- | --------------- | -------------- | ------------ | ------------- | ------------- | ------------- | -------------- | -------------- | ------------- | ------------- | --------------- | -------------- | --------- |
| Température minimale moyenne (°C)     | 1,4             | 1,3            | 2,9          | 4,4           | 7,5           | 10,4          | 12,5           | 12,4           | 9,8           | 7,5           | 4,4             | 1,9            | 6,4       |
| Température moyenne (°C)              | 4,2             | 4,5            | 6,8          | 9,4           | 12,5          | 15,3          | 17,5           | 17,5           | 14,7          | 11,4          | 7,5             | 4,7            | 10,5      |
| Température maximale moyenne (°C)     | 7               | 7,8            | 10,8         | 14,4          | 17,5          | 20,2          | 22,4           | 22,6           | 19,5          | 15,2          | 10,5            | 7,4            | 14,6      |
| Record de froid (°C) date du record   | −22 08.01.1985  | −14,5 11.02.12 | −12 04.03.05 | −5,5 13.04.21 | −2,8 01.05.21 | 0 01.06.1975  | 2,5 01.07.1984 | 0,4 25.08.1980 | 0 30.09.18    | −6 29.10.1997 | −8,5 24.11.1998 | −13 07.12.1969 | −22 1985  |
| Record de chaleur (°C) date du record | 14,5 09.01.1998 | 19,5 26.02.19  | 25 31.03.21  | 28,5 19.04.18 | 32,2 27.05.05 | 35,3 21.06.17 | 40,9 25.07.19  | 37,5 07.08.20  | 32,7 13.09.16 | 29,5 01.10.11 | 20,2 19.11.1969 | 15,5 19.12.15  | 40,9 2019 |
| Précipitations (mm)                   | 104,4           | 85,2           | 71,6         | 61,1          | 71,3          | 69,5          | 72,5           | 93             | 93,5          | 126,7         | 143,4           | 145,9          | 1 138,1   |

### Paysages
Pour un article plus général, voir Paysage en France.
La commune s'inscrit dans les « paysages des coteaux calaisiens et du pays de Licques » tels qu'ils sont définis dans l'atlas de paysages de la région Nord-Pas-de-Calais, conçu par la direction régionale de l'Environnement, de l'Aménagement et du Logement (DREAL),.
Ces « paysages des coteaux calaisiens et du pays de Licques » concernent 56 communes du Pas-de-Calais. Ces paysages s'étendent sur environ 30 km de long (est-ouest) et 15 km de large (nord-sud) et présentent deux sous-ensembles : les coteaux calaisiens au nord et le pays de Licques au sud. Les altitudes de ces paysages varient de 206 m dans le Pays de Licques, à 120 m dans l’ouest des coteaux Calaisiens, près de Guînes, et à 10 m dans l'est, près d'Audruicq.
Ces paysages recouvrent trois entités écopaysagères : les collines guînoises qui constituent le rebord septentrional de l'Artois, l'entité de Bredenarde qui appartient à la plaine maritime flamande, et la cuvette de Licques. Ils sont constitués de 59,70 % de cultures, de 17,30 % de forêts, de 15,11 % de prairies naturelles, permanentes, de 7,45 % d'espaces artificialisés, avec les quatre principales communes que sont Audruicq, Ardres, Guînes et Licques, de 0,27 % d'industries, et de 0,18 % de cours d'eau et plan d'eau.
Les éléments structurants de ces paysages sont la LGV Nord et l'A26, la rivière la Hem qui coule du sud vers le nord-est, les escarpements sur les coteaux du Calaisis et autour du pays de Licques et, d'ouest en est, les différents boisements comme la forêt de Guînes, le bois de l'Abbaye, la forêt de Tournehem et une partie de la forêt d'Éperlecques.

### Milieux naturels et biodiversité

#### Espace protégé
La protection réglementaire est le mode d’intervention le plus fort pour préserver des espaces naturels remarquables et leur biodiversité associée.
Dans ce cadre, la commune fait partie d'un espace protégé : le parc naturel régional des Caps et Marais d'Opale, d’une superficie de 132 499 ha réparties sur 154 communes, géré par le syndicat mixte d'aménagement et de gestion du parc naturel régional des Caps et Marais d'Opale.

#### Zones naturelles d'intérêt écologique, faunistique et floristique
L’inventaire des zones naturelles d'intérêt écologique, faunistique et floristique (ZNIEFF) a pour objectif de réaliser une couverture des zones les plus intéressantes sur le plan écologique, essentiellement dans la perspective d’améliorer la connaissance du patrimoine naturel national et de fournir aux différents décideurs un outil d’aide à la prise en compte de l’environnement dans l’aménagement du territoire.
Le territoire communal comprend une ZNIEFF de type 1 : la haute vallée de la Hem entre Audenfort et Nordausques, d’une superficie de 446 ha et d'une altitude variant de 6  à   35 mètres.
et une ZNIEFF de type 2 : la boutonnière de pays de Licques. Cette ZNIEFF, de 17 830 ha, est répartie sur 43 communes.

Carte des ZNIEFF de type 1 et 2 sur la commune
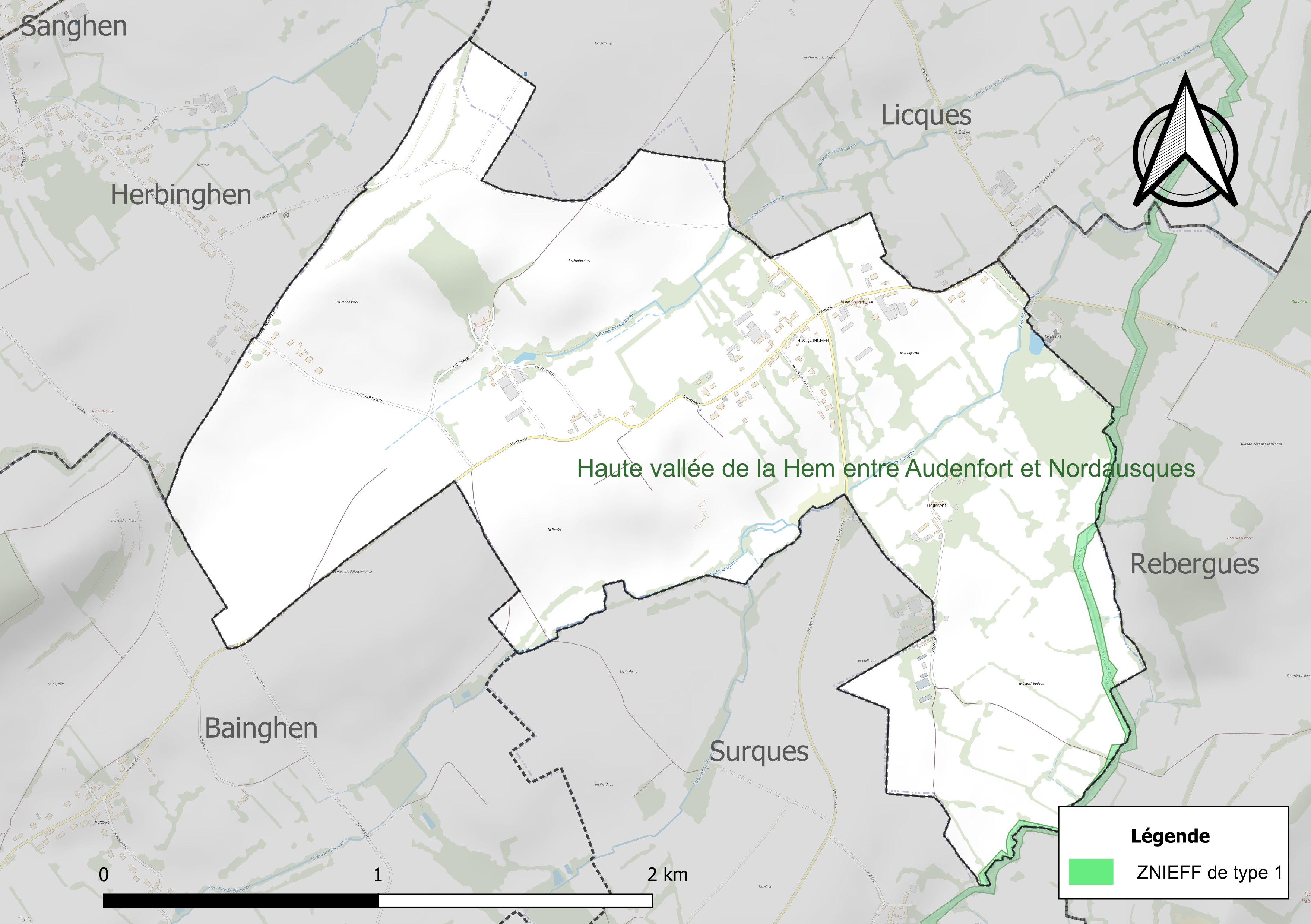
Carte de la ZNIEFF de type 1 sur la commune.
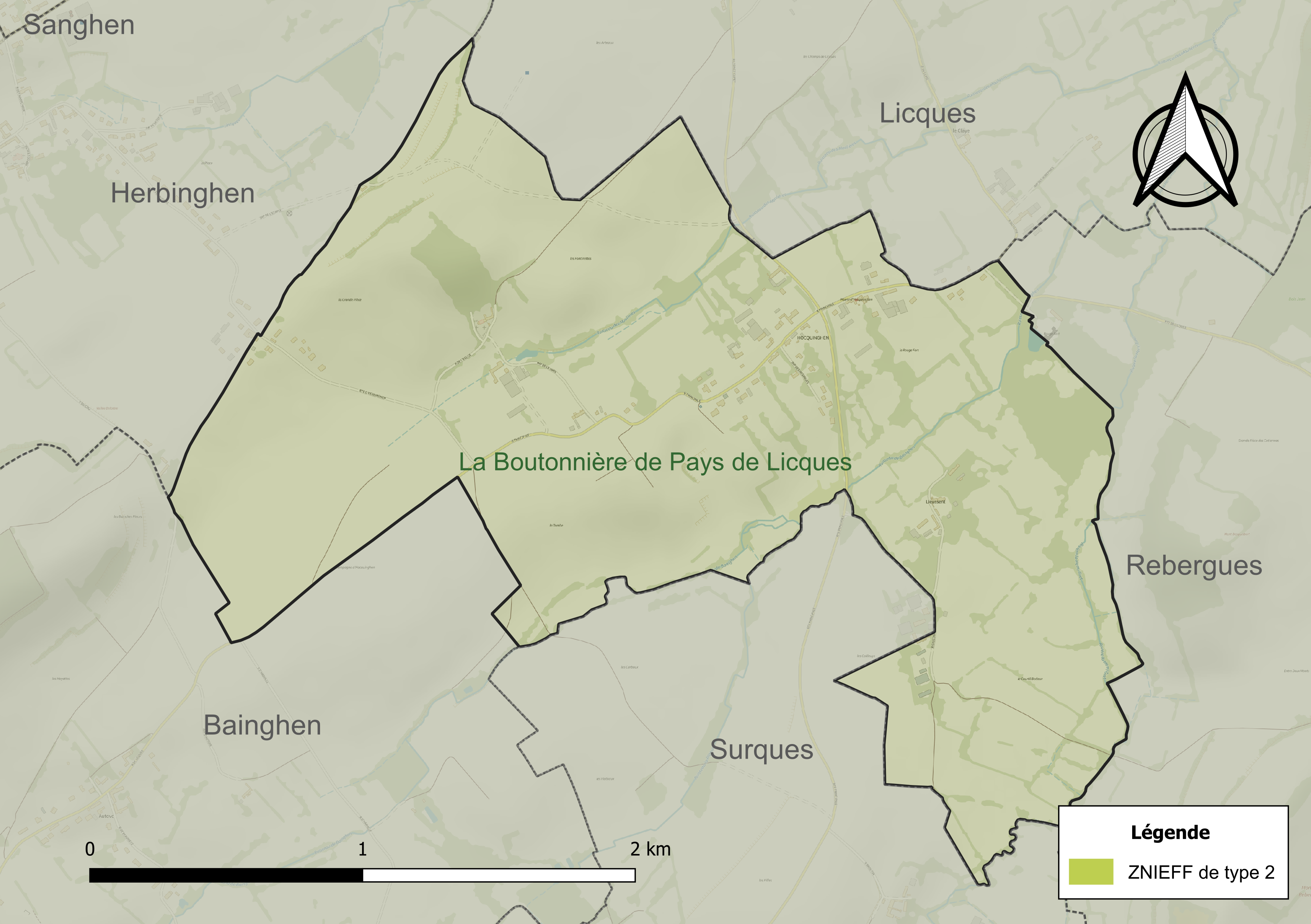
Carte de la ZNIEFF de type 2 sur la commune.

#### Espèces faunistiques et floristiques
L’Inventaire national du patrimoine naturel (INPN) recense plusieurs espèces faunistiques et floristiques sur le territoire de la commune dont certaines sont protégées et d’autres menacées et quasi-menacées.

## Urbanisme

### Typologie
Au 1er janvier 2024, Hocquinghen est catégorisée commune rurale à habitat dispersé, selon la nouvelle grille communale de densité à sept niveaux définie par l'Insee en 2022.
Elle est située hors unité urbaine. Par ailleurs la commune fait partie de l'aire d'attraction de Calais, dont elle est une commune de la couronne,. Cette aire, qui regroupe 45 communes, est catégorisée dans les aires de 50 000 à moins de 200 000 habitants,.

### Occupation des sols
L'occupation des sols de la commune, telle qu'elle ressort de la base de données européenne d’occupation biophysique des sols Corine Land Cover (CLC), est marquée par l'importance des territoires agricoles (100 % en 2018), une proportion identique à celle de 1990 (100 %). La répartition détaillée en 2018 est la suivante : 
terres arables (100 %). L'évolution de l’occupation des sols de la commune et de ses infrastructures peut être observée sur les différentes représentations cartographiques du territoire : la carte de Cassini (XVIIIe siècle), la carte d'état-major (1820-1866) et les cartes ou photos aériennes de l'IGN pour la période actuelle (1950 à aujourd'hui).

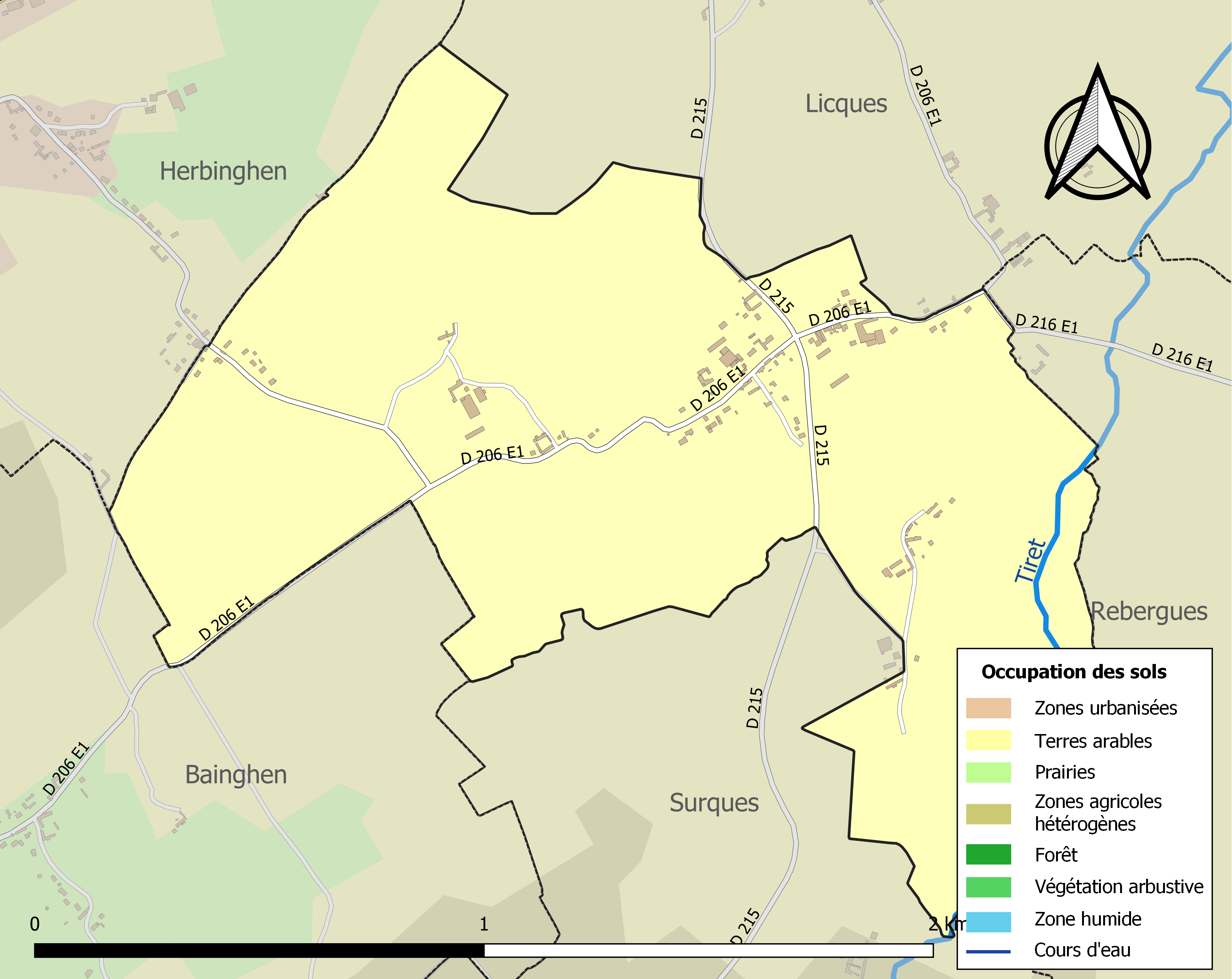
Carte des infrastructures et de l'occupation des sols de la commune en 2018 (CLC).

### Voies de communication et transports

#### Transport ferroviaire
La commune était située sur la ligne de chemin de fer Boulogne - Bonningues, une ancienne ligne de chemin de fer qui reliait, dans le département du Pas de Calais, de 1909 et 1935, Boulogne-sur-Mer à Bonningues-lès-Ardres.

## Toponymie
D'un nom de personne germanique Hock + ing (ou -ingen) + heim, signifiant « demeure du peuple de Hock» :
- Hoquingahem (857), Okaningahem (877), Aucigahem (1125), Okinghehem (1164), Hokinguehem (1170), Hochingehem (1184), Hoquinghem (1248), Hokinghehem (1282), Okigehan et Okigehen (1288), Hoghikehem (1291), Hokinghem (1339), Hocquinghehem (1474), Hoquinghen 1554), Hocquinghen (1683)[25].

## Politique et administration

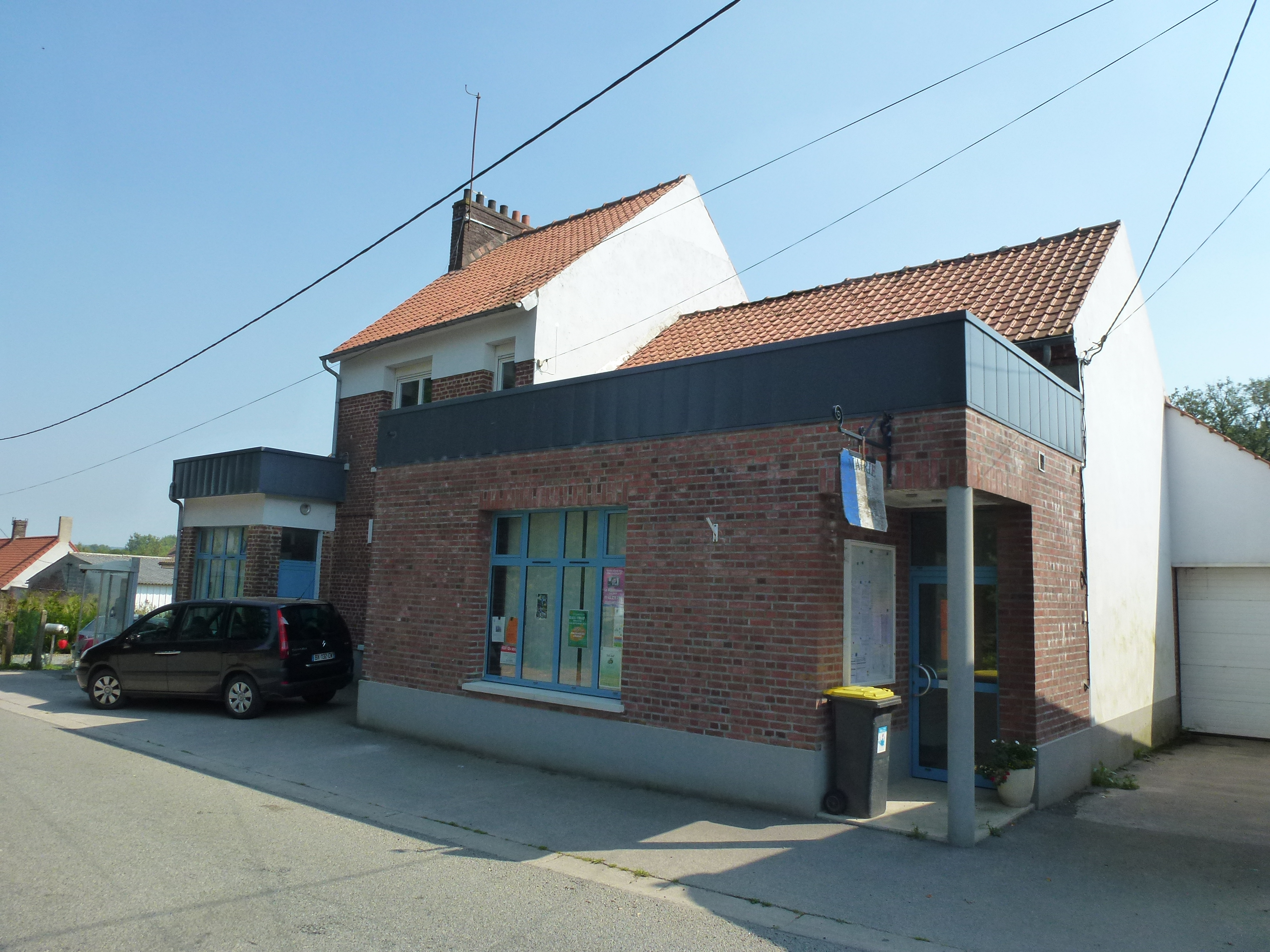
La mairie.

### Découpage territorial
La commune se trouve dans l'arrondissement de Calais du département du Pas-de-Calais.

#### Commune et intercommunalités
La commune est membre de la communauté de communes Pays d'Opale qui regroupe 23 communes et totalise 25 186 habitants en 2021.

#### Circonscriptions administratives
La commune est rattachée au canton de Calais-2.

#### Circonscriptions électorales
Pour l'élection des députés, la commune fait partie de la sixième circonscription du Pas-de-Calais.

### Élections municipales et communautaires

#### Liste des maires
| Période                                  | Période                    | Identité            | Étiquette | Qualité                         |
| ---------------------------------------- | -------------------------- | ------------------- | --------- | ------------------------------- |
| Les données manquantes sont à compléter. |                            |                     |           |                                 |
| mars 2001                                | 2020                       | Christian Andrieu   |           | Réélu pour le mandat 2014-2020, |
| 23 mai 2020                              | En cours (au 23 mars 2022) | Laurent Defachelles |           | Employé de commerce,            |

## Population et société

### Démographie
Les habitants sont appelés les Hocquinghinois.

#### Évolution démographique
L'évolution du nombre d'habitants est connue à travers les recensements de la population effectués dans la commune depuis 1793. Pour les communes de moins de 10 000 habitants, une enquête de recensement portant sur toute la population est réalisée tous les cinq ans, les populations de référence des années intermédiaires étant quant à elles estimées par interpolation ou extrapolation. Pour la commune, le premier recensement exhaustif entrant dans le cadre du nouveau dispositif a été réalisé en 2007.

En 2022, la commune comptait 116 habitants, en évolution de +3,57 % par rapport à 2016 (Pas-de-Calais : −0,72 %, France hors Mayotte : +2,11 %).
| 1793 | 1800 | 1806 | 1821 | 1831 | 1836 | 1841 | 1846 | 1851 |
| ---- | ---- | ---- | ---- | ---- | ---- | ---- | ---- | ---- |
| 103  | 82   | 113  | 130  | 104  | 91   | 79   | 95   | 77   |

| 1856 | 1861 | 1866 | 1872 | 1876 | 1881 | 1886 | 1891 | 1896 |
| ---- | ---- | ---- | ---- | ---- | ---- | ---- | ---- | ---- |
| 90   | 80   | 86   | 81   | 94   | 78   | 61   | 80   | 82   |

| 1901 | 1906 | 1911 | 1921 | 1926 | 1931 | 1936 | 1946 | 1954 |
| ---- | ---- | ---- | ---- | ---- | ---- | ---- | ---- | ---- |
| 81   | 88   | 89   | 105  | 90   | 100  | 112  | 120  | 127  |

| 1962 | 1968 | 1975 | 1982 | 1990 | 1999 | 2006 | 2007 | 2012 |
| ---- | ---- | ---- | ---- | ---- | ---- | ---- | ---- | ---- |
| 119  | 97   | 86   | 74   | 85   | 100  | 101  | 101  | 114  |

| 2017 | 2022 | - | - | - | - | - | - | - |
| ---- | ---- | - | - | - | - | - | - | - |
| 112  | 116  | - | - | - | - | - | - | - |

#### Pyramide des âges
En 2018, le taux de personnes d'un âge inférieur à 30 ans s'élève à 33,9 %, soit en dessous de la moyenne départementale (36,7 %). À l'inverse, le taux de personnes d'âge supérieur à 60 ans est de 28,5 % la même année, alors qu'il est de 24,9 % au niveau départemental.
En 2018, la commune comptait 56 hommes pour 55 femmes, soit un taux de 50,45 % d'hommes, légèrement supérieur au taux départemental (48,50 %).
Les pyramides des âges de la commune et du département s'établissent comme suit.
| Hommes | Classe d’âge | Femmes |
| ------ | ------------ | ------ |
| 0,0    | 90 ou +      | 0,0    |
| 5,3    | 75-89 ans    | 10,9   |
| 21,1   | 60-74 ans    | 20,0   |
| 17,5   | 45-59 ans    | 18,2   |
| 19,3   | 30-44 ans    | 20,0   |
| 8,8    | 15-29 ans    | 18,2   |
| 28,1   | 0-14 ans     | 12,7   |

| Hommes | Classe d’âge | Femmes |
| ------ | ------------ | ------ |
| 0,5    | 90 ou +      | 1,6    |
| 5,6    | 75-89 ans    | 8,9    |
| 16,7   | 60-74 ans    | 18,1   |
| 20,2   | 45-59 ans    | 19,2   |
| 18,9   | 30-44 ans    | 18,1   |
| 18,2   | 15-29 ans    | 16,2   |
| 19,9   | 0-14 ans     | 17,9   |

## Culture locale et patrimoine

### Lieux et monuments
- L'église Saint-Omer.
- Le monument aux morts[38].

### Héraldique
| Blason de Hocquinghen | Blason  | D'azur à la bande d'or chargée de trois trèfles de sinople posés à plomb et accompagnée de deux chevronnels alésés d'argent. |
| Blason de Hocquinghen | Détails | Combinaison des armes : - De la famille de La Folie (ou Delafollye, Delafolye, De la Folye...), seigneurs d'Hocquinghen aux XVIIe et XVIIIe siècles, qui portait « d'azur au chevron d'argent, accompagné de trois trèfles d'or ». - De la famille de Licques, seigneurs au XVIe siècle qui portaient un bandé d'or et d'azur (et au début du XIVe siècle « d'argent à trois bandes d'azur, à la bordure [engrêlée] de gueules ». Adopté par la municipalité. |

## Pour approfondir